# Plagiosiphon gabonensis
Espèce
Synonymes
- Hymenostegia gabonensis (A.Chev.) Pellegr.[1]
- Tripetalanthus gabonensis A.Chev.[1]

Statut de conservation UICN

 NT  : Quasi menacé
Plagiosiphon gabonensis est une espèce de plantes à fleurs de la famille des Fabaceae.

## Publication originale
- Bulletin du Jardin Botanique de l'État à Bruxelles 21: 426. 1951.